# Sulur (ort i Indien)
Sulur är en ort i Indien.   Den ligger i distriktet Coimbatore och delstaten Tamil Nadu, i den södra delen av landet, 2 000 km söder om huvudstaden New Delhi. Sulur ligger 376 meter över havet och antalet invånare är 26 183.
Terrängen runt Sulur är platt. Runt Sulur är det tätbefolkat, med 459 invånare per kvadratkilometer. Närmaste större samhälle är Coimbatore, 17,5 km väster om Sulur. Trakten runt Sulur består till största delen av jordbruksmark.